# Гарвин (Оклахома)
Гарвин (енгл. Garvin) град је у америчкој савезној држави Оклахома.

## Демографија
По попису из 2010. године број становника је 256, што је 113 (79,0%) становника више него 2000. године.
| Група             | 2000.       | 2010.       |
| Белци             | 126 (88,1%) | 214 (83,6%) |
| Афроамериканци    | 0 (0,0%)    | 6 (2,3%)    |
| Азијати           | 0 (0,0%)    | 0 (0,0%)    |
| Хиспаноамериканци | 0 (0,0%)    | 5 (2,0%)    |
| Укупно            | 143         | 256         |